# Danijel Ljuboja
 Ovo je glavno značenje pojma Danijel Ljuboja. Za druga značenja pogledajte Danijel Ljuboja (razdvojba).
Danijel Ljuboja (Zenica, 30. siječnja 1975.), hrvatski kazališni, televizijski i filmski glumac.

## Životopis
Za vrijeme školovanja bio je član Dječjeg ansambla Narodnog pozorišta Zenica. Maturirao je u V. gimnaziji. Diplomirao je na ADU u Zagrebu.
Radio je u velikom broju kazališta: u zagrebačkom HNK, Histrionima, Žar ptici, Zagrebačkom kazalištu lutaka, Zagrebačkom kazalištu mladih, Ivani Brlić-Mažuranić; snimao radio-drame, reklame; sinkronizirao crtiće.
Od 2002. godine član je ansambla ZKM-a, gdje se istaknuo ulogom Volođe u predstavi "Draga Elena Sergejevna". Osim toga, igrao je u sljedećim predstavama: "Veliki meštar sviju hulja!, "Zaštićena zona", "Kamov", "smrtopis", "Naš grad", "Peto evanđelje", "Vrata do.", "Ana Karenjina" itd.

## Filmografija

### Televizijske uloge
- "Stipe u gostima" kao Emil (2010.)
- "Baza Djeda Mraza" kao Ultramarinko (2009.)
- "Bitange i princeze" kao Sašin asistent (2009.)
- "Ponos Ratkajevih" kao Fra Lujo Grabovac (2007. – 2008.)
- "Naša mala klinika" kao pacijent (2007.)
- "Ljubav u zaleđu" kao urednik "Globala" (2006.)
- "Bumerang" kao Žiga (2006.)
- "Vjeruj u ljubav" kao voditelj (2006.)
- "Žutokljunac" kao Tvrtko Prešić (2005.)

### Filmske uloge
- "Zapamtite Vukovar" (2008.)
- "Nebo, sateliti" kao srpski vojnik (2000.)
- "Četverored" kao drugi "Crnac" iz Hude (1999.)

### Sinkronizacija
- "Superknjiga" kao Profesor Tomo Kvantum, Stari Izak, Daniel, Mešak, Kralj Ahasver, Gideon, Boaz, Anđeo (S3EP2) i Židov #1 (2016. – 2020.)
- "Kong: Povratak u džunglu" kao Hunter Stag III i Hunter Stag I (2007.)
- "Pčelica Maja" (2007.)
- "Tristan i Izolda" kao kralj Mark (2006.)
- "Princ od Egipta" kao Aron (2006.)
- "X-Men" kao Beast (2006.)
- "Yu-Gi-Oh!: Dvoboj čudovišta kao Shadi i Duke Devlin (2006.)
- "Pobuna na farmi" kao Petar (2004.)
- "Super Cure" kao Profesor Utonij

## Vanjske poveznice
- Danijel Ljuboja u internetskoj bazi filmova IMDb-u (engl.)
- Stranica na ZKM.hr